# NGC 6233
NGC 6233 (również PGC 59086 lub UGC 10573) – galaktyka soczewkowata (S0), znajdująca się w gwiazdozbiorze Herkulesa. Odkrył ją Édouard Jean-Marie Stephan 12 lipca 1880 roku.